# Обуховская
Обуховская — деревня в Тарногском районе Вологодской области.
Входит в состав Верховского сельского поселения, с точки зрения административно-территориального деления — в Верховский сельсовет.
Расстояние по автодороге до районного центра Тарногского Городка — 46 км, до центра муниципального образования Верховского Погоста — 8 км.
По данным переписи в 2002 году постоянного населения не было.